# Mjötviður Mær
Mjötviður Mær fue el segundo álbum lanzado en 1981 por el grupo islandés Þeyr a través de la discográfica Eskvímó en formato vinilo de 12 pulgadas (33 rpm).

Mjötviður Mær fue el álbum más importante en cuanto a las repercusiones logradas en los medios. Integrado por 12 canciones, "Iss", "Þeir" y "2999" pueden ser consideradas como intentos de crear un estilo de pop futurista gracias a la ayuda de distorsiones de voz, teclados y ritmos adicionales. La canción “Úlfur” se destaca además por contener un estilo de voz más enfadada convirtiéndola en una de las mejores de este trabajo.

También se destacan la instrumental “Mjötviður”, que le dan nombre al álbum y “Rúdolf”, canción cargada de un enfado roquero y parodia antifascista a través de imitaciones a los discursos de Adolf Hitler por parte del vocalista.
No hubo un relanzamiento de este disco debido a que las grabaciones originales se creen perdidas o robadas, pero sí aparece en un compilado lanzado en 2001 llamado Mjötviður til Fóta, nombre que combina el título de otro álbum incluido: Iður til Fóta, también de 1981. Este disco tiene la misma portada que As Above..., de 1982.

## Lista de canciones
Lado A
1. Úlfur (2:54)
2. Iss (3:13)
3. Current (3:24)
4. 2999 (2:00)
5. Mjötviður (2:51)
6. Ópið (2:58)

Lado B
1. Þeir (3:38)
2. Rúdolf (2:52)
3. Never Suck (???)
4. Það er Nóg (2:23)
5. Hva-fhan (???)
6. Ónefnt (2:54)

## Músicos
- Vocalista: Magnús Guðmundsson.
- Guitarra: Guðlaugur Kristinn Óttarsson.
- Guitarra: Þorsteinn Magnússon.
- Bajo: Hilmar Örn Agnarsson.
- Batería: Sigtryggur Baldursson.